# 滇南疣螈
滇南疣螈（学名：Tylototriton yangi）是蠑螈科疣螈屬的一种两栖动物。是中国的特有动物，分布于中国云南。